# Bitwa o Vella Lavella
Bitwa o Vella Lavella – walki o wyspę Vella Lavella w archipelagu Wysp Salomona podczas II wojny światowej, trwające między 15 sierpnia a 9 października 1943 roku,  pomiędzy Japonią a wojskami alianckimi, w skład których wchodziły oddziały nowozelandzkie i amerykańskie. 
Wyspa Vella Lavella została po wybuchu walk na Pacyfiku zajęta przez żołnierzy japońskich, podobnie, jak inne wyspy archipelagu Wysp Salomona, lecz w przeciwieństwie do sąsiedniej Kolombangary nie była początkowo siedzibą większego garnizonu japońskiego. 21 lipca 1943 roku na wyspę przerzucono kutrem torpedowym amerykańską grupę rozpoznawczą, która – we współdziałaniu z ludnością miejscową i strażnikiem wybrzeża Josselynem – potwierdziła praktyczny brak obrony i przydatność wyspy dla aliantów. Zajęcie Vella Lavella pozwoliłoby ominąć silnie bronioną Kolombangarę, w drodze na zachód, bez konieczności zdobywania  Kolombangary. Ponadto, grunt na Vella Lavella w lepszym stopniu nadawał się na budowę na niej lotniska wojskowego, które w dodatku byłoby bardziej zbliżone do wyspy Bougainville, planowanej jako kolejny cel ataku.
W dniach 12 i 14 sierpnia 1943 roku Amerykanie wysadzili pierwszy desant w sile około 100 żołnierzy, na południowo-wschodnim krańcu wyspy (najbliższym świeżo zdobytej bazy Munda na Nowej Georgii), którzy mieli oznaczyć teren. 15 sierpnia desantowano główne siły 4600 żołnierzy i 2300 ton sprzętu i zaopatrzenia, przy minimalnych stratach 12 ludzi, głównie na skutek ostrzału z powietrza. Do 31 sierpnia siły amerykańskie wzrosły do 6500 ludzi.
W odpowiedzi na akcję amerykańską, 17 sierpnia Japończycy dokonali desantu w Horaniu na północy wyspy, przy czym doszło do starcia morskiego pod Horaniu 18 sierpnia. 
Po walkach na Vella Lavella, Japończycy zdecydowali ewakuować garnizon z tej wyspy i Kolombangary na wyspy Choiseul i Bougainville. W nocy 6/7 października 1943 roku Japończycy ewakuowali pozostałych ok. 600 żołnierzy, przy czym doszło do morskiej bitwy pod Vella Lavella. Aliantom udało się odbić wyspę.